# 野口かおる
野口 かおる（のぐち かおる、1976年5月6日 - ）は、日本の女優・ナレーター。千葉県市川市出身。クリオネ所属。血液型はA型、身長162cm。

## 経歴
大妻中学校・高等学校、早稲田大学教育学部教育学科社会教育専修卒業。1996年から2000年まで劇団「東京オレンジ」に参加。2001年より、劇団「双数姉妹」に所属。小劇場劇団を中心に活動する。2013年以降、バラエティ番組の出演も増えている。2017年、現代演技を考察・披露すべく演劇ユニット「カオルノグチ現代演技」を立ち上げる。

## 出演

### 映画
- 王妃の館（2015年） - 早見りつ子 役
- もちつきラプソディ（2015年）- 三女 役
- 踊る大捜査線 THE FINAL（2012年）- 大宮駅の売店のおばちゃん 役
- ナチュラル・ウーマン2010（2010年）
- 梅田優子の告白（2008年）
- たみおのしあわせ（2008年）-　事務員 役
- 舞妓Haaaan!!!（2007年）- バスガイド 役
- 王様になれ（2019年）- 里子 役

### テレビドラマ

#### NHK
- 全力失踪（2017年、NHK BSプレミアム） - 藤本則子 役[1]
- 一億円のさようなら 第3話（2020年10月11日、NHK BSプレミアム・NHK BS4K） - 木崎由紀子 役[1]
- うつ病九段（2020年12月20日、NHK BSプレミアム） - 山崎看護師 役[1][3][4]

#### 日本テレビ
- 火曜サスペンス劇場 弁護士・朝日岳之助22（2004年12月14日） - 小森美子 役
- ぬっくんBAR（2011年9月1日）
- 高嶺の花（2018年） - 律子 役
- 極主夫道（2020年） - 蝶野 役
- コタツがない家（2023年） - パブスナックの店員 役

#### TBS
- 月曜ゴールデン 自治会長 糸井緋芽子 社宅の事件簿8（2007年2月19日） - 細川多恵 役
- 浅草ふくまる旅館 第2シリーズ（2007年10月8日 - 12月17日） - 小島おとめ 役
- おちゃべり 第8話（2009年3月11日） - 助産師・神原さん 役
- ハンチョウ〜神南署安積班〜 シリーズ3 第5話（2010年8月2日） - 奈緒子 役
- スープカレー（2012年） - 幸子先生 役
- 浪花少年探偵団 第2・5話（2012年7月9日・30日）
- 終電バイバイ 第2夜（2013年1月21日） - 佐々木 役

#### フジテレビ
- 逃亡者 木島丈一郎（2005年12月10日） - 大宮駅の売店のおばちゃん 役
- 金曜エンタテイメント 名司会者・寿鶴子 殺人スピーチ1（2005年） - 矢沢千明 役
- 紅の紋章（2006年） - 赤石コウ 役
- 世にも奇妙な物語 「殺意取扱説明書」（2010年10月4日） - 八屋夕子 役

#### テレビ朝日
- 特命係長 只野仁 スペシャル第3弾（2006年9月23日） - カップルの女 役
- 時効警察（2006年） - 羽田和枝 役
- 相棒
  - season7 第11話（2009年） - 中谷京子 役
  - season11 第17話（2013年） - 川島真里 役
  - season19 第10話（2020年） - 四条真奈美 役
- 臨場 続章（2010年） - 江原（寺西）春恵 役
- 警部補 矢部謙三2 第8話（2013年8月30日、テレビ朝日） - 占い師 役[5]
- 警部補・碓氷弘一 〜殺しのエチュード〜（2017年） - 斑目悠希 役
- ドクターY〜外科医・加地秀樹〜2（2017年） ‐ 黒沢清江 役
- 彼女、お借りします（2022年7月3日 - 9月25日） - 木ノ下晴美 役

#### テレビ東京
- 2ndハウス（2006年1月13日 - 3月31日） - 岸川京子 役
- 水曜ミステリー9 多摩南署たたき上げ刑事・近松丙吉6（2006年10月4日） - 海老原記者 役
- BOYSエステ 第7話（2007年8月24日） - ゴージャス珠子 役
- 潜入捜査アイドル・刑事ダンス 第7・10話（2016年11月20日・12月11日） - イーシン高橋 役
- 水曜ミステリー9 嫌われ監察官 音無一六〜警察内部調査の鬼〜4（2017年1月18日） - 曽根崎和美 役
- Qrosの女 スクープという名の狂気 第4話・第5話・第7話（2024年10月28日・11月4日・18日） - 加奈 役[6]

#### BS松竹東急
- かりあげクン（2023年1月7日 - 3月25日） - 太田裕子 役 [7]

### バラエティ
- おとうさんといっしょ（2013年 - 、NHK BSプレミアム→NHK Eテレ） - ポッポ 役
- アウト×デラックス（2015年6月11日、フジテレビ） - 芝居中に漏らしちゃう女優 役[8][9]
- SICKS〜みんながみんな、何かの病気〜（2015年10月 - 12月、テレビ東京） - 鬼女探偵事務所・佳子 役
- 演劇人は、夜な夜な、下北の街で呑み明かす…（2016年4月28日・5月18日・25日、BSスカパー!）
- ゴッドタン（2016年 - 、テレビ東京）
- おしゃべりオジサンと怒れる女（2017年5月13日、テレビ東京） - ゲスト
- 笑×演（2017年6月1日、テレビ朝日） - 三津谷葉子と組んで三拍子脚本の漫才を披露

### ネット配信
- 演劇人が酔いしれる夜〜下北沢NIGHTMERE〜（2025年3月、FOD[注 1]）ゲスト[10]

### 舞台
- 劇団☆新感線「髑髏城の七人」（2004年） - おかお 役
- ミュージカル「阿国」（2007年）
- 晩秋（2009年）
- ピーターパン（2012年）
- なかよし60周年記念ミュージカル『リボンの騎士』（2015年11月12日 - 17日、赤坂ACTシアター / 12月3日 - 6日、シアターBRAVA!） - 乳母 役
- 「犬夜叉」（2017年4月6日 - 4月15日、天王洲 銀河劇場） - 楓 役[11]
- 舞台「私のホストちゃん REBORN ～絶唱!大阪ミナミ編～」（2018年1月19日 - 2月11日、東京・愛知・広島・大阪） - 阿倍野ハルカ 役
- 奇人たちの晩餐会（2022年6月 - 7月、世田谷パブリックシアター 他）[12]
- ざんねん系おもタメミュージカル『ざんねんないきもの事典～いきものたちの逆襲～』（2022年8月18日 - 28日、あうるすぽっと）[13]
- 悪童会議 第二回公演 ミュージカル「夜曲〜ノクターン〜」（2024年5月4日 - 12日、品川プリンスホテル ステラボール）[14]
- 舞台「銭湯来人」（2024年7月20日 - 28日、草月ホール） - 山田恵美 役[15]
- 加藤啓アワー「私、鬼になるね」（2025年7月17日 - 21日〈予定〉、雷5656会館 ときわホール）[16]
- 音楽劇「謎解きはディナーのあとで」（2025年9月9日 - 23日〈予定〉、日本青年館ホール / 9月27日 - 10月1日〈予定〉、SkyシアターMBS）[17]

### 配信ドラマ
- シークレットガールズ（2011年、見参楽） - 柴崎春子 役
- おとなになっても（2025年4月26日 - 、Hulu） - 柿崎久美子 役[18]

### ネット配信
- 演劇人が酔いしれる夜〜下北沢NIGHTMERE〜（2025年3月、FOD[注 2]）ゲスト[19]